# Семенюк, Дорофей Исидорович

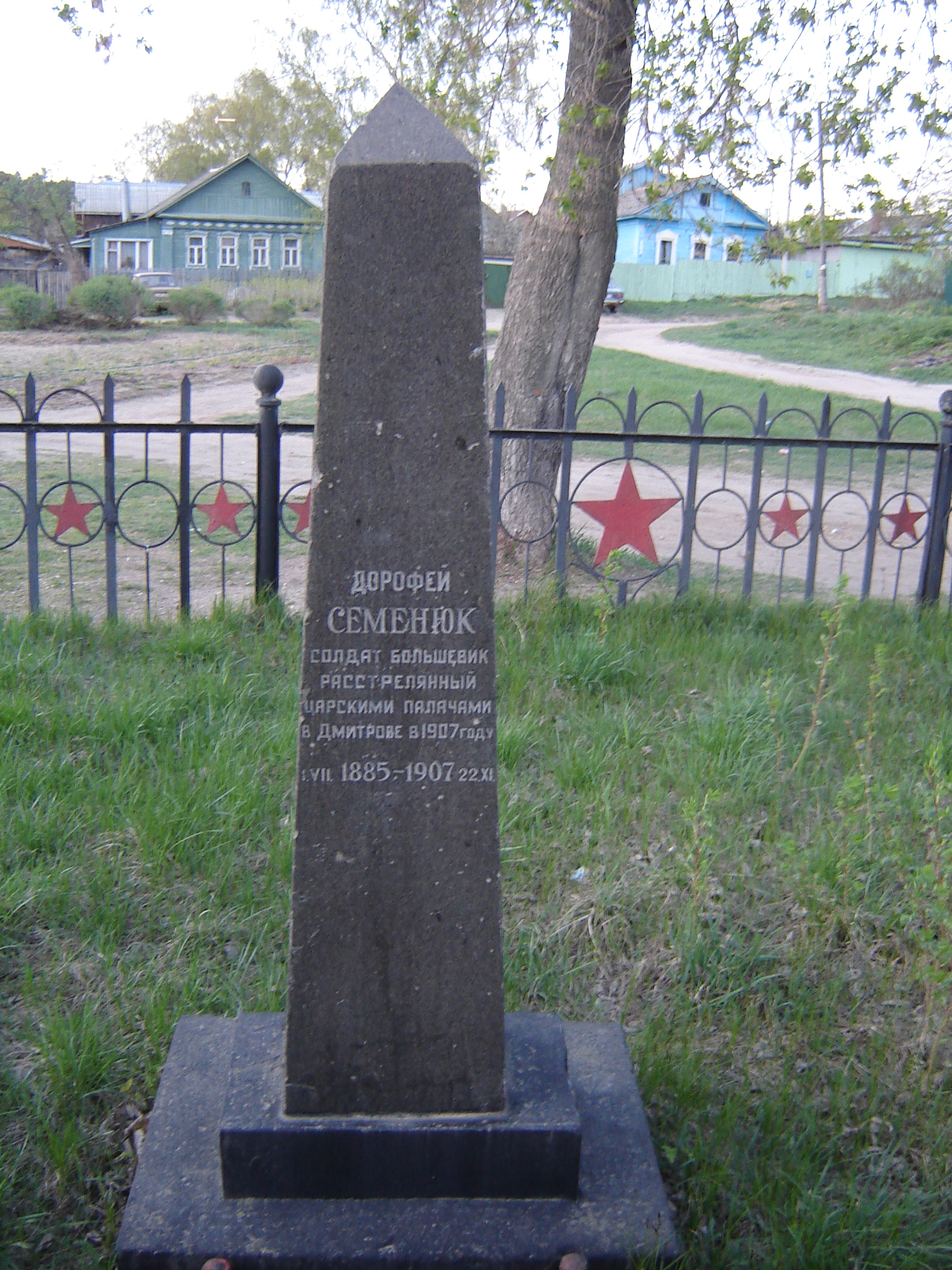
Обелиск-захоронение Семенюка Дорофея Исидоровича, расстрелянного в 1907 году в городе Дмитрове.

Дорофе́й Иси́дорович Семеню́к (1885, Житомирский уезд — 1907, Дмитров) — солдат железнодорожного батальона, активист и революционер. Член РСДРП. Расстрелян по обвинению в убийстве подпрапорщика батальона Золотарёва.

## Биография
Родился в Житомирском уезде Волынской губернии России 1 июня 1885 года в крестьянской семье. Так как семья жила бедно, с малых лет был вынужден работать. Работал ремонтным рабочим на железной дороге и в депо. С начала 1905 года работал паровозным кочегаром. Принял участие в октябрьской стачке 1905 года.
В армии с 1906 года. Был направлен во 2-й железнодорожный батальон, находившийся в Барановичах. Здесь же был и 3-й железнодорожный батальон, замеченный в «революционной деятельности».
В том же 1906 году 3-й батальон был переброшен в Дмитров «на постоянное расквартирование» вместе с Д. Семенюком и другими неблагонадёжными с формулировкой: «чтобы затруднить его преступную деятельность».
Среди солдат вели деятельность группа эсеров и группа социал-демократов, в которой активно участвовал Д. Семенюк. Эта группа находилась под контролем дмитровских большевиков Холмогорова и Петухова. Группа социал-демократов батальона занималась сходками, собраниями, пропагандой и другой деятельностью.
15 октября 1907 года на Старо-Яхромской улице около 10 часов вечера подпрапорщик Золотарёв из низшего офицерского сословия 3 батальона был смертельно ранен. В качестве подозреваемого был задержан Дорофей Семенюк, как отсутствующий в это время в батальоне.
Дорофей Исидорович был приговорён к расстрелу. На глухой болотистой окраине города, где было стрельбище (в районе нынешнего Финского поселка), утром 22 ноября 1907 года Д. И. Семенюка расстреляли. Сейчас стрельбище находится возле нового Матусовского леса по другую сторону от Внуковской улицы.

## Память
Именем Дорофея Исидоровича Семенюка в Дмитрове названа улица Семенюка (бывшая 1-я Борисоглебская). В 1922 году в память о нём был установлен гранитный обелиск и названа площадь возле Трансформаторной улицы в города Дмитрова.
На памятной плите у обелиска надпись: «1917—1922 На этом месте 17 ноября 1907 года казнён и зарыт царскими палачами невинно осуждённый за убийство царского чиновника рядовой 3 железнодорожного батальона Дорофей Семенюк».